# Eunidia ochraceovittata
Eunidia ochraceovittata là một loài bọ cánh cứng trong họ Cerambycidae.